# Soma conectada
[carece de fontes?]

Ilustração de soma conectada.

Em matemática, especificamente na topologia, a operação de soma conectada é uma modificação geométrica de coletores. Seu efeito é juntar dois coletores perto de um ponto escolhido em cada um. Esta construção desempenha um papel fundamental na classificação de superfícies fechadas.[carece de fontes?]
Geralmente, pode-se juntar as subvariedades dos coletores idênticos. Essa generalização são muitas vezes chamadas de fibra de soma. Há também um outro estreitamento relacionado com a noção de estar conectado a uma soma em nós que é chamado nó de soma ou de composição dos nós.

## Ligado soma em um ponto
Uma soma conectada de duas m-dimensional coletores é um tubo formado por eliminar uma bola dentro de cada tubo e as colando/juntando uma na outra que resulta no limite de esferas.[carece de fontes?]
Se ambos os coletores são orientados, há uma única soma definida ligada por terem o mapa da colagem de orientação inversa. Embora a construção use a escolha das bolas, o resultado é único até homeomorfismo. Nesse sentido, pode-se fazer essa operação na categoria suave que também resulta em único até homeomorfismo. Há problemas sutis para o bom caso: nem todo difeomorfismo entre os limites das esferas dá o mesmo composto de coletores, mesmo se as orientações forem escolhidos corretamente. Por exemplo, Milnor mostrou que duas de 7 células podem ser coladas ao longo de sua fronteira de forma que o resultado é uma esfera exótica homeomórfica, mas não difeomórfico na sétima dimensão da esfera.[carece de fontes?]
No entanto, há uma maneira canônica de escolher a colagem de {\displaystyle M_{1}} e {\displaystyle M_{2}} sendo uma única soma conectada bem definida. Escolha as incorporações {\displaystyle i_{1}:D_{n}\rightarrow M_{1}} e {\displaystyle i_{2}:D_{n}\rightarrow M_{2}} de modo que {\displaystyle i_{1}} preserve a orientação  e {\displaystyle i_{2}} inverta a orientação. Obtenha agora {\displaystyle M_{1}\#M_{2}} a partir da soma separada[carece de fontes?]